# Bánh mì nướng mật ong
Bánh mì nướng mật ong (tiếng Nhật:ハニートースト), còn được gọi là bánh mì nướng Shibuya, là một món tráng miệng của Nhật Bản có nguồn gốc từ quận Shibuya trong thời kỳ bong bóng giá tài sản của Nhật Bản, thường được phục vụ tại các quán karaoke. Món ăn cũng phổ biến ở các nơi khác trên thế giới, nổi bật nhất là Đài Loan và Singapore.

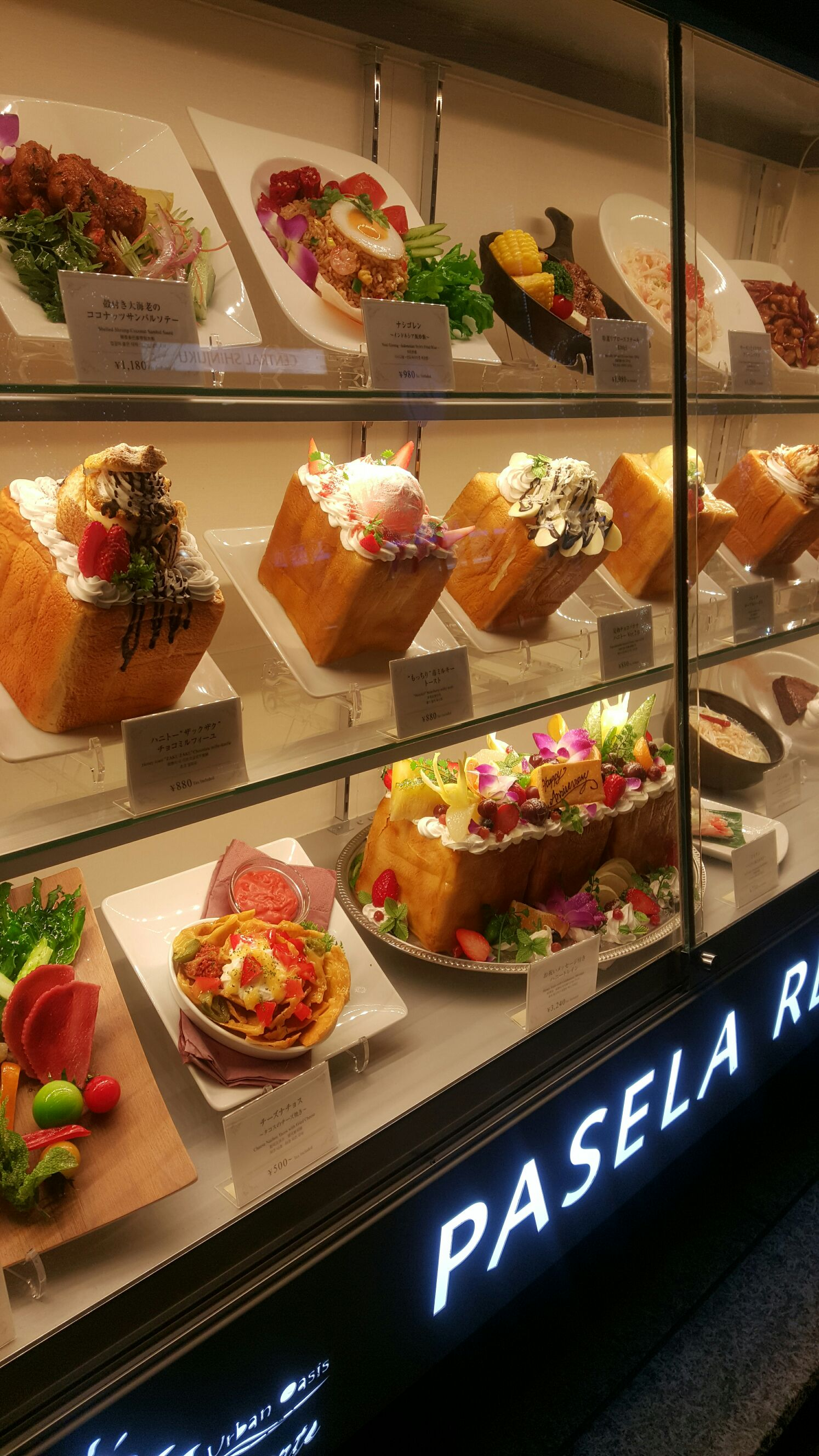
Các biến thể khác nhau của bánh mì nướng mật ong được trưng bày tại một quán karaoke ở Shinjuku.

## Chế biến
Thành phần chính của bánh mì nướng mật ong là bánh mì, tốt nhất là bánh mì gối. Bánh mì được khoét rỗng sau đó cắt thành từng khối vuông nhỏ. Sau đó, các khối và vỏ ổ bánh mì sẽ được caramel hóa bằng cách hoà với hỗn hợp bơ và mật ong rồi cho vào lò nướng cho đến khi vàng. Trong khi xếp các viên đã nướng trở lại ổ bánh, nó chứa đầy những thứ mà người ta có thể mong muốn, thông thường nhất là trái cây ướp đường, các loại hạt nướng, các loại xi-rô hoặc kem đánh bông có hương vị khác nhau. Để hoàn thiện, bánh mì nướng được phủ một lớp kem. Tuy nhiên, phiên bản Đài Loan của món ăn này đơn giản hơn, thường chỉ phủ sữa đặc, sữa trứng hoặc pho mát.